# Modesto (nome)
Modesto  è un nome proprio di persona italiano maschile.

## Varianti
- Maschili
  - Alterati: Modestino
- Femminili: Modesta[1]
  - Alterati: Modestina

### Varianti in altre lingue
- Francese: Modeste[2]
  - Femminili: Modeste[3]
- Latino: Modestus[1][2]
  - Femminili: Modesta[1][3]
- Lituano: Modestas[2]
- Polacco: Modest
  - Femminili: Modesta

- Portoghese: Modesto[2]
- Russo: Модест (Modest)[2]
  - Ipocoristici: Деся (Desja)[2], Модя (Modja)[2]
- Spagnolo: Modesto[2]
  - Femminili: Modesta[3]
- Ungherese: Modesztusz
  - Femminili: Modeszta

## Origine e diffusione
Deriva dal tardo soprannome e poi nome latino Modestus, letteralmente "moderato", "mite", "modesto".

## Onomastico
Vari santi hanno portato questo nome; l'onomastico può essere festeggiato in memoria di uno qualsiasi di essi, alle date seguenti:
- 12 gennaio, san Modesto, martire con i santi Castolo, Rogato e Zotico[4]
- 12 febbraio, san Modesto, martire a Cartagine[4]
- 14 febbraio, san Modestino, vescovo di Antiochia e martire con i santi Fiorentino e Flaviano ad Avellino sotto Massenzio[5]
- 24 febbraio, san Modesto, vescovo di Treviri[5]
- 13 marzo, santa Modesta, martire a Nicomedia[4]
- 15 giugno, san Modesto, martire con santa Crescenzia e san Vito in Lucania[5]
- 19 giugno, san Modesto Andlauer, sacerdote gesuita e martire a Wuyi (Hebei, Cina)[5]
- 24 luglio, beato Modestino di Gesù e Maria, religioso francescano[5]
- 13 agosto, beato Modesto da Albocacer, sacerdote cappuccino e martire ad Albocàsser[5]
- 2 ottobre, san Modesto, diacono sardo, martire sotto Diocleziano[5]
- 14 ottobre, san Modesto, martire con san Lupulo a Capua[5]
- 4 novembre, santa Modesta, badessa di Öhren (Treviri)[4][5]
- 18 novembre, beato Hermenegildo Lorenzo (al secolo Modesto Saez Manzanares), religioso lasalliano, martire a Lorca[5]
- 3 dicembre, san Modesto di Carinzia, missionario e corepiscopo, venerato il 27 novembre nella diocesi di Gurk[6]
- 17 dicembre, san Modesto, patriarca di Gerusalemme[5]

## Persone

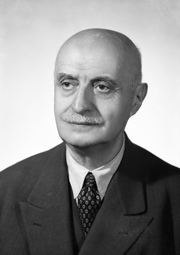
Modesto Panetti

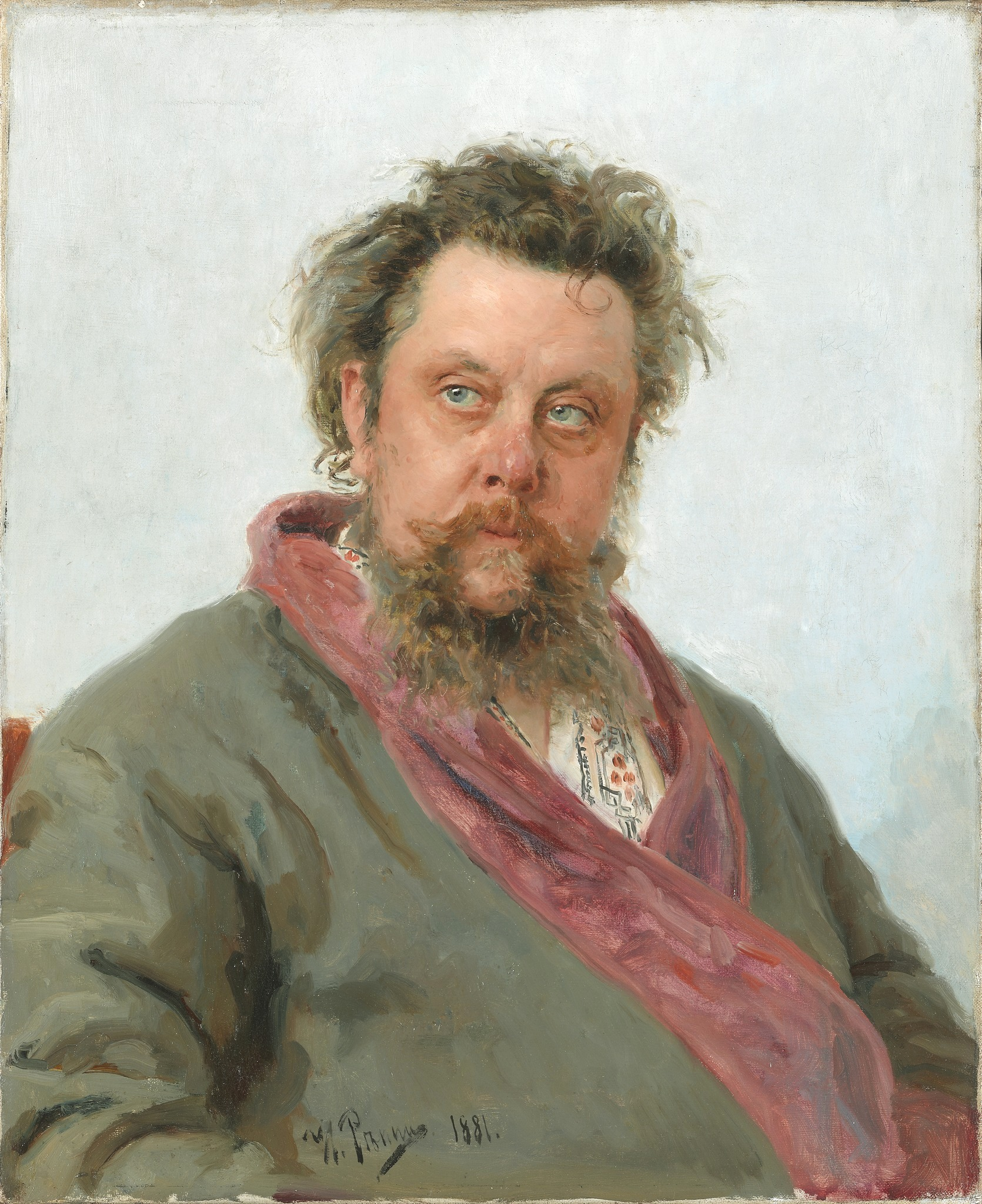
Modest Musorgskij

- Modesto di Gerusalemme, monaco e patriarca bizantino
- Modesto Bonato, abate, storico e scrittore italiano
- Modesto Della Porta, poeta italiano
- Modesto Della Rosa, politico italiano
- Modesto Denis, calciatore paraguaiano
- Modesto Farina, vescovo cattolico italiano
- Modesto Malachias, calciatore brasiliano
- Modesto Gaetano Merzario, politico italiano
- Modesto Molina, calciatore boliviano
- Modesto Panetti, ingegnere aeronautico e politico italiano
- Modesto Sardo, politico italiano
- Modesto Soruco, calciatore boliviano
- Modesto Valle, calciatore italiano

### Varianti maschili
- Modestino di Gesù e Maria, religioso italiano
- Modest Čajkovskij, drammaturgo e librettista russo
- Modestus Haas, calciatore liechtensteinese
- Modeste M'Bami, calciatore camerunese
- Modest Musorgskij, compositore russo
- Modestas Paulauskas, cestista e allenatore di pallacanestro lituano
- Modestino Preziosi, atleta italiano

### Variante femminile Modesta
- Modesta Pozzo de' Zorzi, vero nome di Moderata Fonte, poetessa italiana
- Modesta Rossi, partigiana italiana